# SOCAN
Die SOCAN (frz. „La Sociéte canadienne des auteurs, compositeurs et éditeurs de musique“, engl. „The Society of Composers, Authors and Music Publishers of Canada“) ist eine kanadische Gesellschaft, die die Rechte von aktuell etwa 80.000 Komponisten, Musikern, Textern und Verlegern wahrnimmt. 
Hauptaufgabe der SOCAN ist das Erheben von Lizenzgebühren für das öffentliche Aufführen und Senden der Musik ihrer Mitglieder. Diese Einnahmen werden als Honorar an die Künstler und Verleger, die Inhaber der Rechte, verteilt.
Die SOCAN besteht erst seit 1990 und ist ein Zusammenschluss zweier älterer Organisationen, die ursprünglich eng mit den beiden US-amerikanischen Verwertungsgesellschaften ASCAP und BMI verbandelt waren. 